# Gargantuavis philoinos
Gargantuavis (il cui nome significa "uccello gigantesco") è un genere estinto di uccello primitivo di grandi dimensioni vissuto nel Cretaceo superiore, circa 73,5-71,5 milioni di anni fa (Campaniano-Maastrichtiano). I suoi fossili sono stati rinvenuti in diverse formazioni risalenti alla fine del Cretaceo superiore, in quella che oggi è la Spagna settentrionale, la Francia meridionale e la Romania. Il genere comprende una sola specie, la specie tipo Gargantuavis philoinos, unico membro della famiglia Gargantuaviidae. Gargantuavis è considerato il più grande uccello noto del Mesozoico, con dimensioni comprese tra quelle di un casuario e quelle di uno struzzo e una massa di 141 kg (pari a quella di alcuni struzzi moderni), mostrando che l'estinzione dei dinosauri non aviani non fu una condizione necessaria per l'evoluzione di uccelli terrestri giganti. Un tempo si pensava che Gargantuavis fosse strettamente imparentato con gli uccelli moderni, ma la scoperta nel 2019 di un bacino identificato come cf. Elopteryx nopcsai, proveniente dall'antica isola di Hațeg (attuale Romania), ha rivelato diverse caratteristiche primitive.
Il femore di Gargantuavis mostra una conformazione graviportale (piuttosto che cursoria), quindi non adatta alla corsa. A causa di resti frammentari, molti aspetti della sua biologia ed ecologia rimangono sconosciuti, compresa la sua dieta. Gargantuavis coesisteva con diversi tipi di dinosauri (come teropodi abelisauridi, ankylosauri e sauropodi titanosauri), oltre a pterosauri, coccodrilli, tartarughe, pesci e vari uccelli arcaici.

## Descrizione

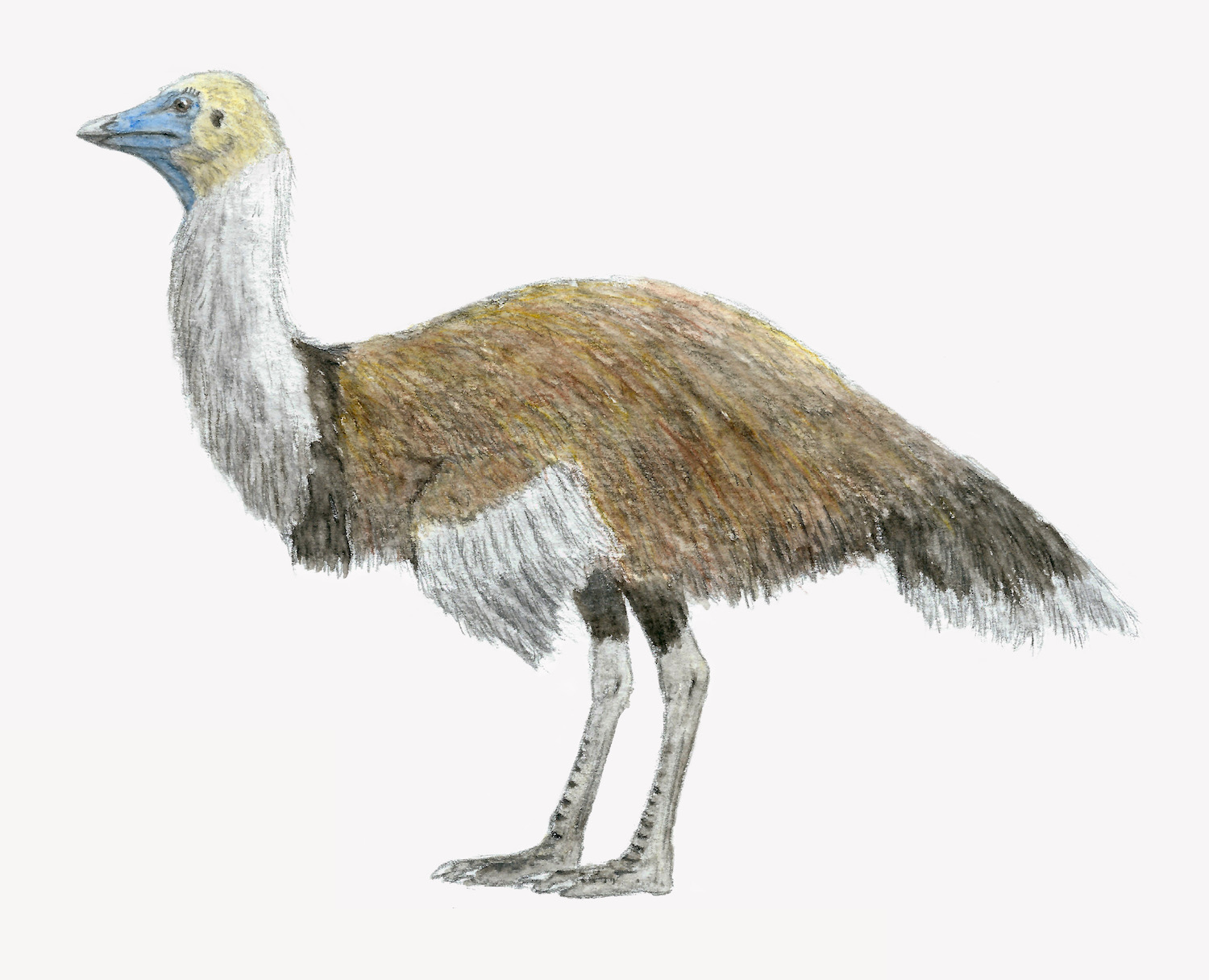
Ricostruzione speculativa di G. philoinos

Sebbene Gargantuavis sia noto solo da poche ossa fossili isolate, alcune informazioni sul suo aspetto e sulla sua ecologia sono state dedotte studiandone i dettagli. Gargantuavis è noto da diversi esemplari che rappresentano alcune parti limitate dello scheletro: sinsacri (le vertebre fuse sopra l'anca), ilia (ossa dell'anca), almeno una vertebra cervicale e due femori (ossa della parte superiore della gamba), riferiti alla specie in quanto sembrano adattarsi bene all'anca. Non sono stati trovati resti cranici, quindi la forma della testa è sconosciuta. Tuttavia, l'unica vertebra cervicale nota suggerisce che Gargantuavis avesse un collo piuttosto lungo e sottile, il che sembra precludere la presenza di un cranio massiccio.
Oltre alle sue grandi dimensioni, la caratteristica più insolita di Gargantuavis era il suo bacino. Originariamente si pensava che il bacino di questo animale fosse estremamente largo, come quello di un moa, tuttavia un esemplare meglio conservato descritto nel 2015 ha dimostrato che questa interpretazione era dovuta alla distorsione del fossile durante il processo di fossilizzazione. I fianchi di Gargantuavis, pur essendo ancora larghi, erano più stretti e più simili a quelli di un uccello di quanto si pensasse originariamente. Oltre alla loro larghezza insolita, che impediva alle due ilia di incontrarsi nella parte anteriore del bacino, l'acetabolo era posizionato vicino alla parte anteriore piuttosto che al centro del bacino. Il bacino piuttosto ampio mostra che Gargantuavis non fosse un corridore veloce.

## Classificazione

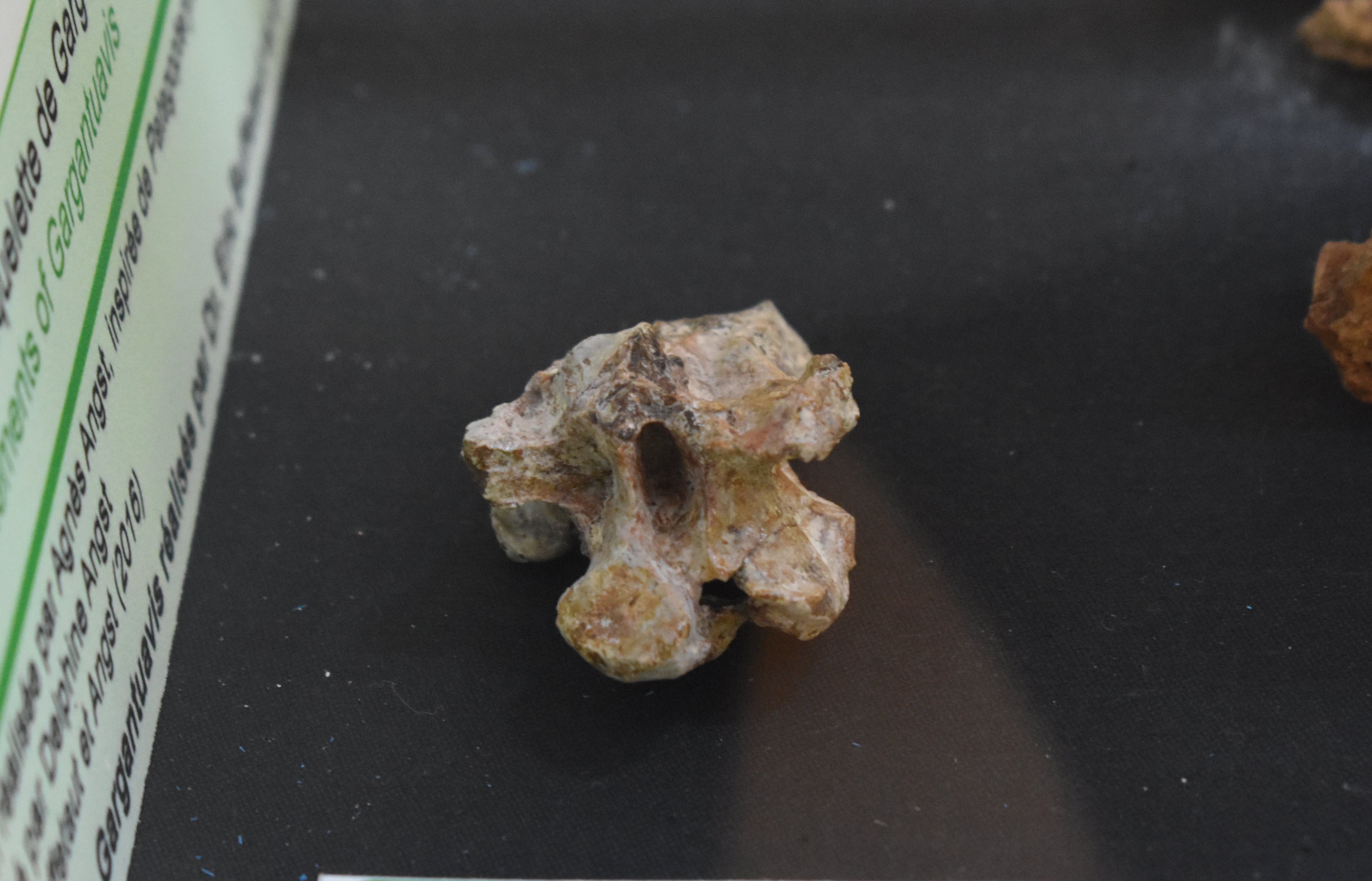
Vertebra cervicale di G. philoinos

La posizione filogenetica di Gargantuavis rispetto agli altri uccelli è incerta a causa della natura frammentaria dei suoi resti. Alcuni ricercatori hanno suggerito che Gargantuavis non fosse affatto un uccello, ma piuttosto uno pterosauro gigante, ma questa ipotesi è stata respinta in base alla presenza di caratteristiche più simili a quelle degli uccelli. La forma del femore suggerisce che Gargantuavis non fosse un rappresentante gigante degli enantiorniti, un gruppo di uccelli arcaici, piuttosto più avanzato a causa del maggior numero di vertebre nel sinsacro e della condizione eterocelica più avanzata (articolazione a forma di sella) dell'unica vertebra cervicale nota. Un tempo si pensava che fosse strettamente imparentato con Patagopteryx sudamericano, ma uno studio completo del femore suggerisce che la specie appartenga a Ornithuromorpha, e probabilmente a Ornithurae, essendo più strettamente correlata agli uccelli moderni che, appartenendo alla sua famiglia monotipica Gargantuaviidae.
Tuttavia, la scoperta di un bacino da quella che nel Cretaceo superiore era l'isola di Hațeg mostra processi sopratrocanterici sui femori, una mancanza di un corpo di glicogeno e una mancanza di fusione delle ossa pelviche attorno all'acetabolo, il che significherebbe che non era strettamente correlato agli Ornithurae, e probabilmente nemmeno un membro degli Ornithothoraces che include gli uccelli moderni e i loro antenati più prossimi. I teropodi aviari arcaici di Hațeg, Elopteryx e Balaur, presentano una certa somiglianza con i resti di Gargantuavis, il che potrebbe indicare che i tre formino un clade nativo dell'arcipelago europeo del Cretaceo superiore, sebbene abbiano affinità ambigue. Ciò è stato messo in discussione da altri autori che affermano che l'animale fosse un orniturino basale, a un livello evolutivo simile a quello degli Hesperornithes, sebbene gli autori dello studio originale abbiano mantenuto la loro conclusione "cauta".

## Scoperta e denominazione

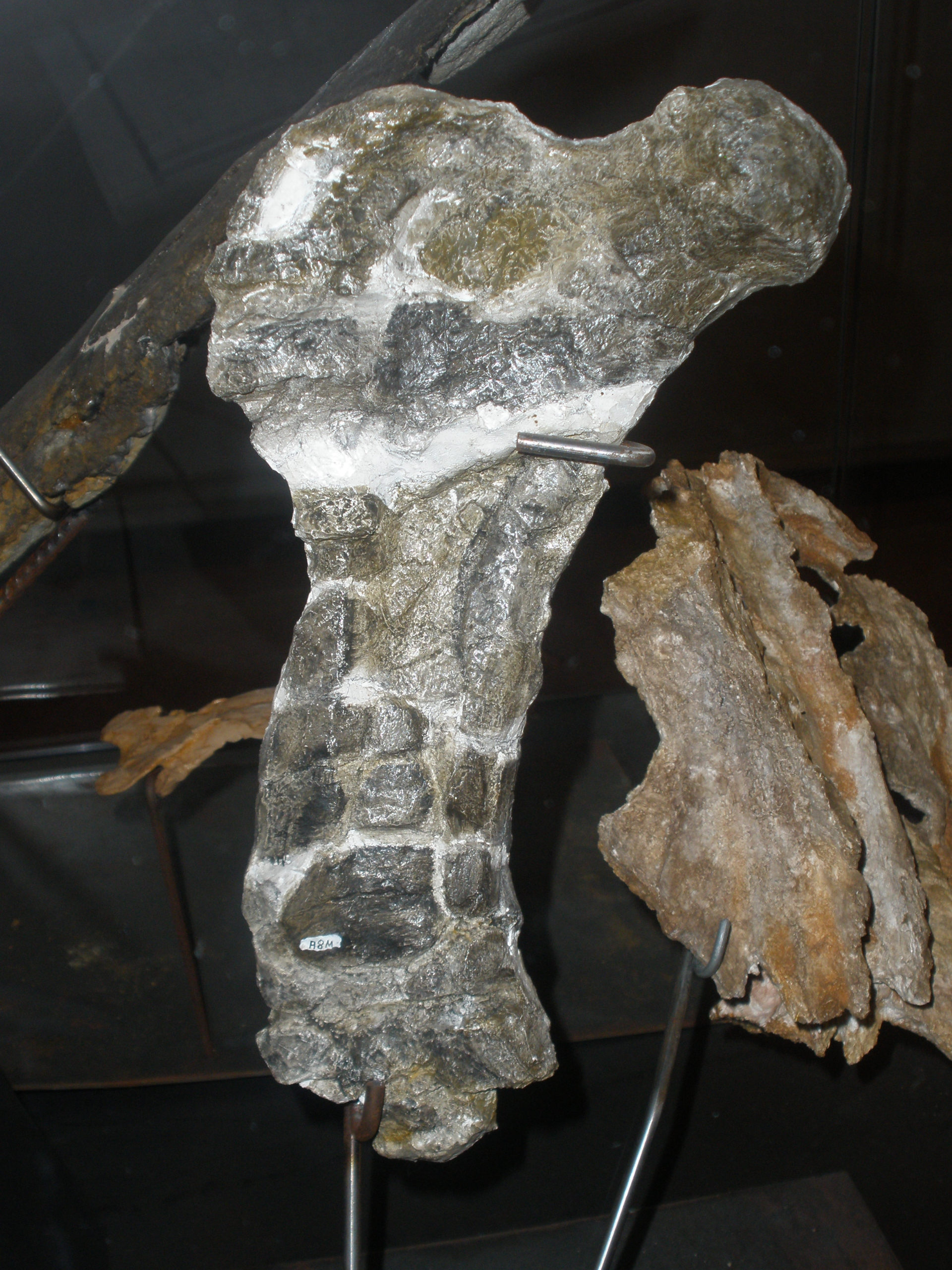
Femore di Gargantuavis (MDE A-08)

Il primo fossile di Gargantuavis venne ritrovato nel 1995 nel Var, nella Francia sud-orientale. Questo primo esemplare, un insieme frammentario di vertebre pelviche (sinsacro), venne scoperto vicino al villaggio di Fox-Amphoux in uno scavo paleontologico e descritto dai paleontologi francesi Eric Buffetaut e Jean Le Loeuff, che notarono la somiglianza del sinsacro con quello degli uccelli moderni. Diversi altri esemplari furono successivamente trovati più a ovest, vicino ai villaggi di Villespassans, Cruzy e Campagne-sur-Aude, fornendo materiale fossile sufficiente per descrivere e nominare la specie nel 1998. Il nome del genere Gargantuavis fa riferimento a Gargantua, il gigante protagonista del romanzo francese del XVI secolo Gargantua e Pantagruel di François Rabelais, unito alla parola latina avis ossia "uccello". Il nome della specie, philoinos, che significa "colui che ama il vino", è stato scelto perché molte delle prime ossa di Gargantuavis vennero ritrovate nella regione vinicola della Linguadoca.
Sono noti esemplari di Gargantuavis provenienti da sei località in Europa:
- La località Bastide-Neuve, vicino a Fox-Amphoux (Var), ha restituito l'esemplare iniziale segnalato nel 1995, altri due frammenti pelvici parziali (BN 758 e BN 763) descritti nel 2015 e un possibile frammento di costola trovato in associazione con BN 763;[10]
- La località di Bellevue, vicino a Campagne-sur-Aude (Aude), ha restituito un altro bacino parziale (MDE C3-525), che è stato ritenuto l'olotipo nella descrizione del genere del 1998.[3] Questo sito è stato datato al primo Maastrichtiano, circa 71,5 milioni di anni fa;[16]
- La località Combebelle, vicino a Villespassans (Hérault), ha restituito un grande femore privo dell'estremità distale (MDE A-08), che è stato attribuito al genere nella sua descrizione iniziale del 1998;[3]
- La località Montplo-Nord, vicino a Cruzy (Hérault), ha restituito una singola vertebra cervicale (MC-MN 478) che è stata attribuita al genere nel 2013.[8] In questa località sono stati rinvenuti anche un frammento di sinsacro (MC-MN 1165) e un ilio sinistro incompleto (MC-MN 431), entrambi descritti nel 2016.[2] Più recentemente, questo sito ha anche restituito un femore completo di 23 centimetri, appartenente a un individuo di circa 50 kg;[9]
- Una cava vicino al villaggio di Laño nel nord della Spagna (Condado de Treviño) ha restituito un sinsacro parziale (MCNA 2538) descritto nel 2017, l'unico esemplare conosciuto al di fuori della Francia.[17] Questa località è stata datata al tardo Campaniano del Cretaceo superiore, circa 72-73,5 milioni di anni fa;[18]
- La Formazione Sânpetru della Romania, che un tempo faceva parte dell'isola di Hațeg, ha restituito nel 2019 un bacino di un garguntuaviide, identificato come cf. Elopteryx nopcsai. La sua scoperta rivede le precedenti idee secondo cui l'uccello sarebbe endemico dell'isola ibero-armoricana;[4]

## Paleobiologia

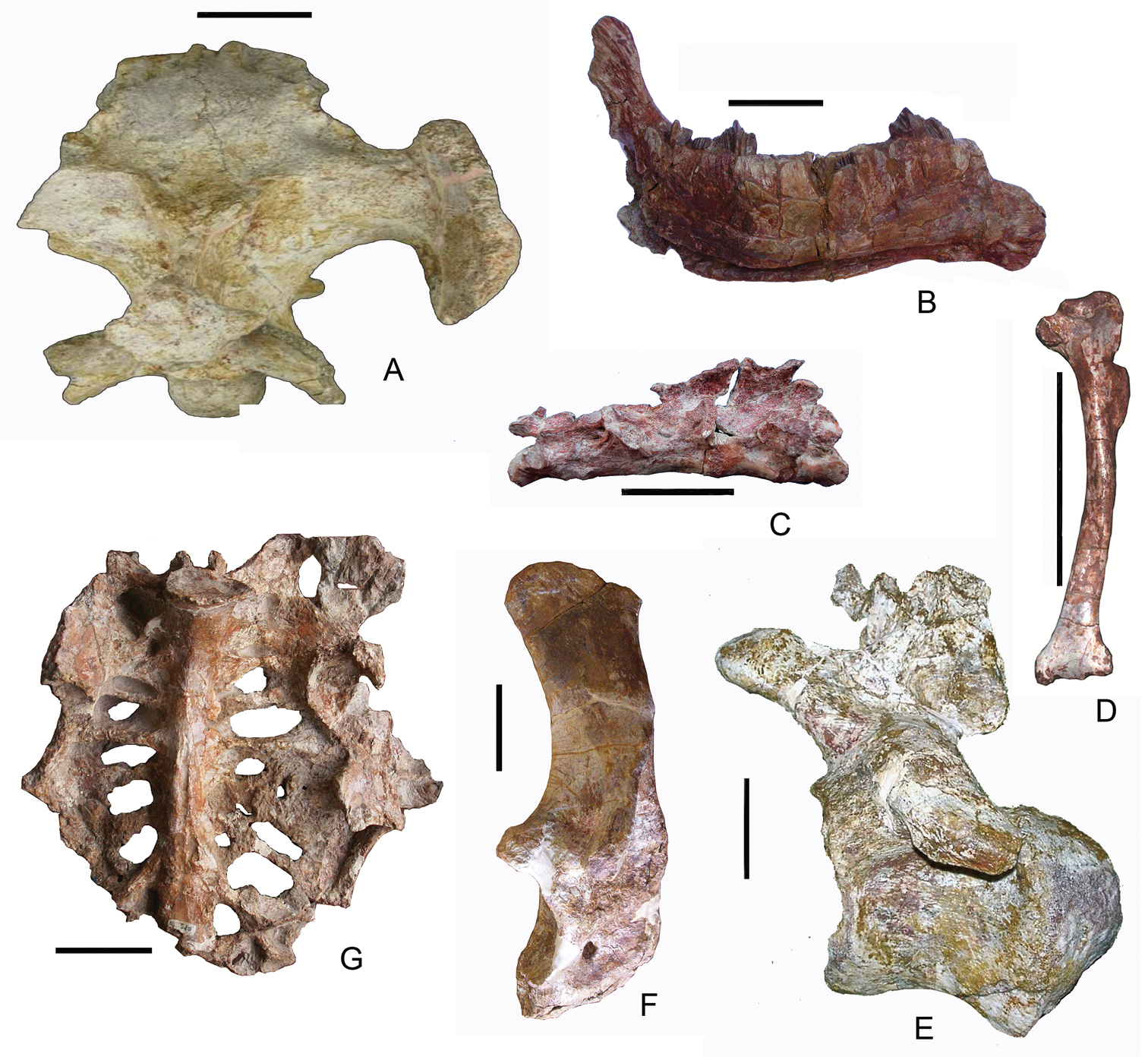
Esemplari fossili rappresentativi della fauna Campaniana-Maastrichtiana francese

Durante il Cretaceo superiore, l'Europa era un arcipelago. La Francia meridionale e la Spagna nord-occidentale, dove sono stati rinvenuti i fossili di Garguantavis, facevano parte della grande isola ibero-armoricana nell'antico mare Tetide. Le formazioni rocciose che hanno restituito i fossili di Gargantuavis hanno anche restituito abbondanti resti di pesci, tartarughe, coccodrilli, pterosauri, vari sauropodi titanosauri, come Ampelosaurus e Lirainosaurus, ankylosauri, ornitopodi e teropodi, inclusi altri avialani arcaici, come gli enantiorniti. L'associazione di abbondanti fossili dell'ornitopode Rhabdodon e la mancanza di fossili di hadrosauridi sono stati utilizzati come fossili guida per datare approssimativamente queste formazioni all'intervallo tardo Campaniano-Maastrichtiano inferiore, un'età confermata in seguito da prove magnetostratigrafiche in due località. La località tipo di Gargantuavis, il sito di Bellevue nella Formazione Marnes Rouges Inferieures, è stato datato a circa 71,5 milioni di anni (primo Maastrichtiano). Il sito spagnolo di Laño è leggermente più antico con un'età compresa tra i 72 e i 73,5 milioni di anni (tardo Campaniano).
Poiché non sono stati trovati resti del cranio, la dieta dell'animale è incerta. Contrariamente ai giganteschi uccelli terrestri del Cenozoico che vivevano in ecosistemi senza predatori (o che includevano solo piccoli carnivori), Gargantuavis coabitava con teropodi abelisauridi e dromaeosauridi, quindi il posto di questo gigantesco uccello terrestre negli ecosistemi del Cretaceo superiore dell'isola ibero-armoricana non è chiaro. Gargantuavis sembra essere stata una parte rara della fauna nella sua regione. Nonostante i numerosi scavi nei siti in cui sono state ritrovate le sue ossa, la maggior parte ha prodotto solo singoli esemplari. Sebbene i suoi fossili siano rari, la presenza di Gargantuavis dalla Francia sud-orientale alla Spagna nord-occidentale mostra che questo uccello aveva un'ampia distribuzione nell'isola ibero-armoricana. È possibile che Gargantuavis vivesse principalmente in un ambiente non compatibile alla fossilizzazione, come le aree lontane dai fiumi e dalle pianure alluvionali, che rappresentano la maggior parte dei depositi fossiliferi del tardo Campaniano-Maastrichtiano di Francia e Spagna.
L'istologia ossea ha mostrato che Gargantuavis aveva una rapida crescita iniziale seguita da un periodo prolungato (di almeno 10 anni) di lenta crescita ciclica prima di raggiungere la maturità scheletrica. Un modello simile è noto nei dinornithiformes estinti e nei kiwi attuali, anch'essi uccelli insulari. Il titanosauro Ampelosaurus, trovato insieme a Gargantuavis nel sito di Bellevue, mostra anche una riduzione del suo tasso di crescita, probabilmente legata ad alcune pressioni ambientali come periodiche carenze di cibo. Ciò è supportato da studi sedimentologici e mineralogici che indicano episodi di clima semi-arido e fortemente stagionale durante il Cretaceo superiore nella Francia meridionale.